# Adoretus pauliani
Adoretus pauliani är en skalbaggsart som beskrevs av Frey 1970. Adoretus pauliani ingår i släktet Adoretus och familjen Rutelidae. Inga underarter finns listade i Catalogue of Life.